# 渋田川
渋田川（しぶたがわ）は、神奈川県伊勢原市と平塚市を流れる金目川水系の二級河川である。

## 地理
神奈川県伊勢原市上粕屋渋田に源を発し東海大学病院付近まで概ね南東へ流れ、国道246号付近で東流する。小田原厚木道路を過ぎたところで、渋田川分水路を東に分け本川は南流する。その後平塚市大島で歌川、笠張川を合流する。かつてはここで玉川に合流していたが、玉川は1946年に竣工した流路付け替え工事により相模川へ流れ込むこととなったため、以降も渋田川と呼ばれることになった。同市南原で鈴川に合流する。二級河川部分は小田急小田原線より下流の11.25km。

## 支流
- 歌川
- 笠張川

## 土手の桜並木
渋田川中流の鷹匠橋（北緯35度21分40秒 東経139度20分41秒 / 北緯35.36108588度 東経139.34463026度座標: 北緯35度21分40秒 東経139度20分41秒 / 北緯35.36108588度 東経139.34463026度）付近より上流400メートルほどの両岸には、1980年代に地元のボランティアによって植えられた桜並木がある。4月初旬には桜祭りが開かれ、金土日には東・西真土連合会により夜間の電飾も行われる。

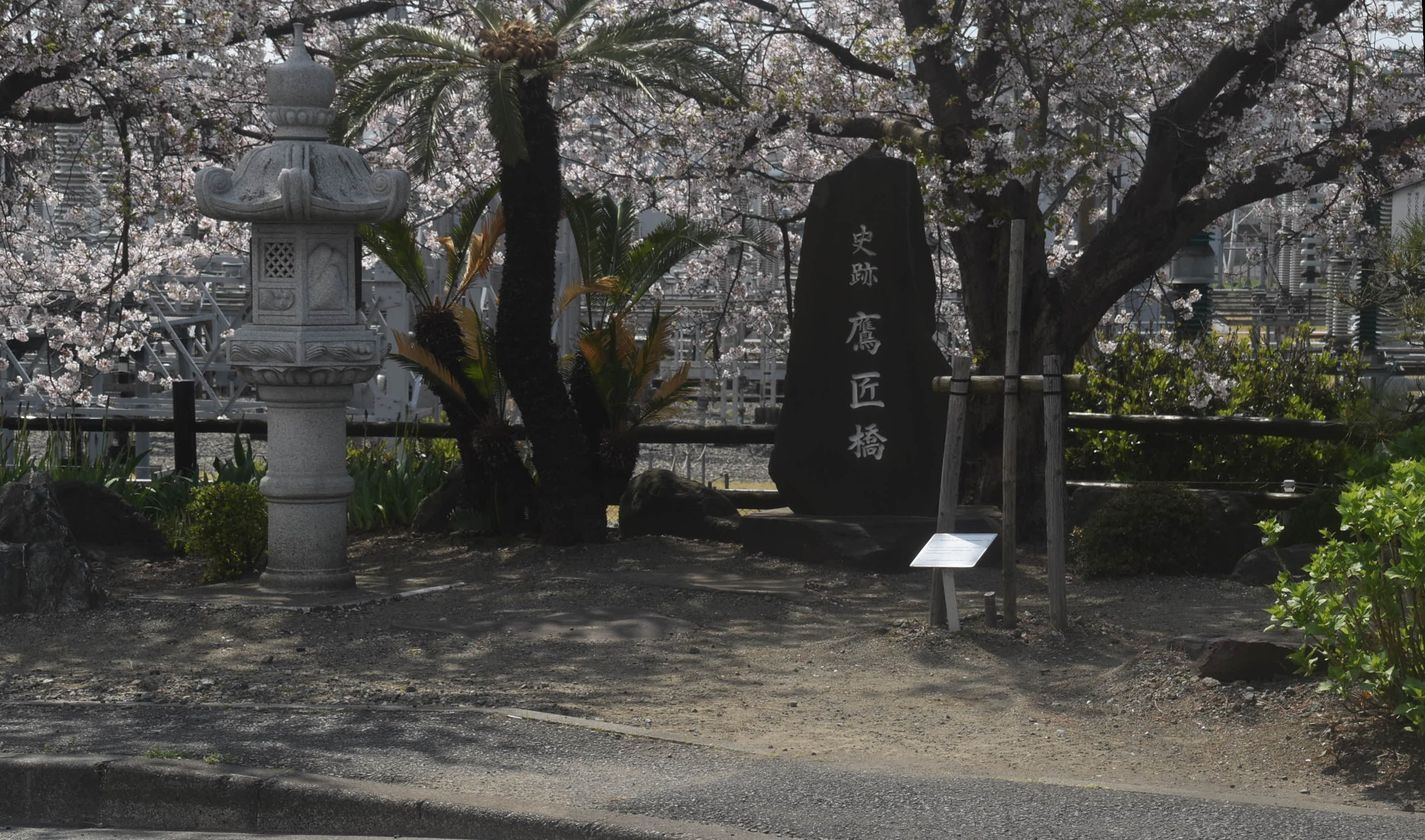
渋田川中流の鷹匠橋・鷹匠橋記念碑
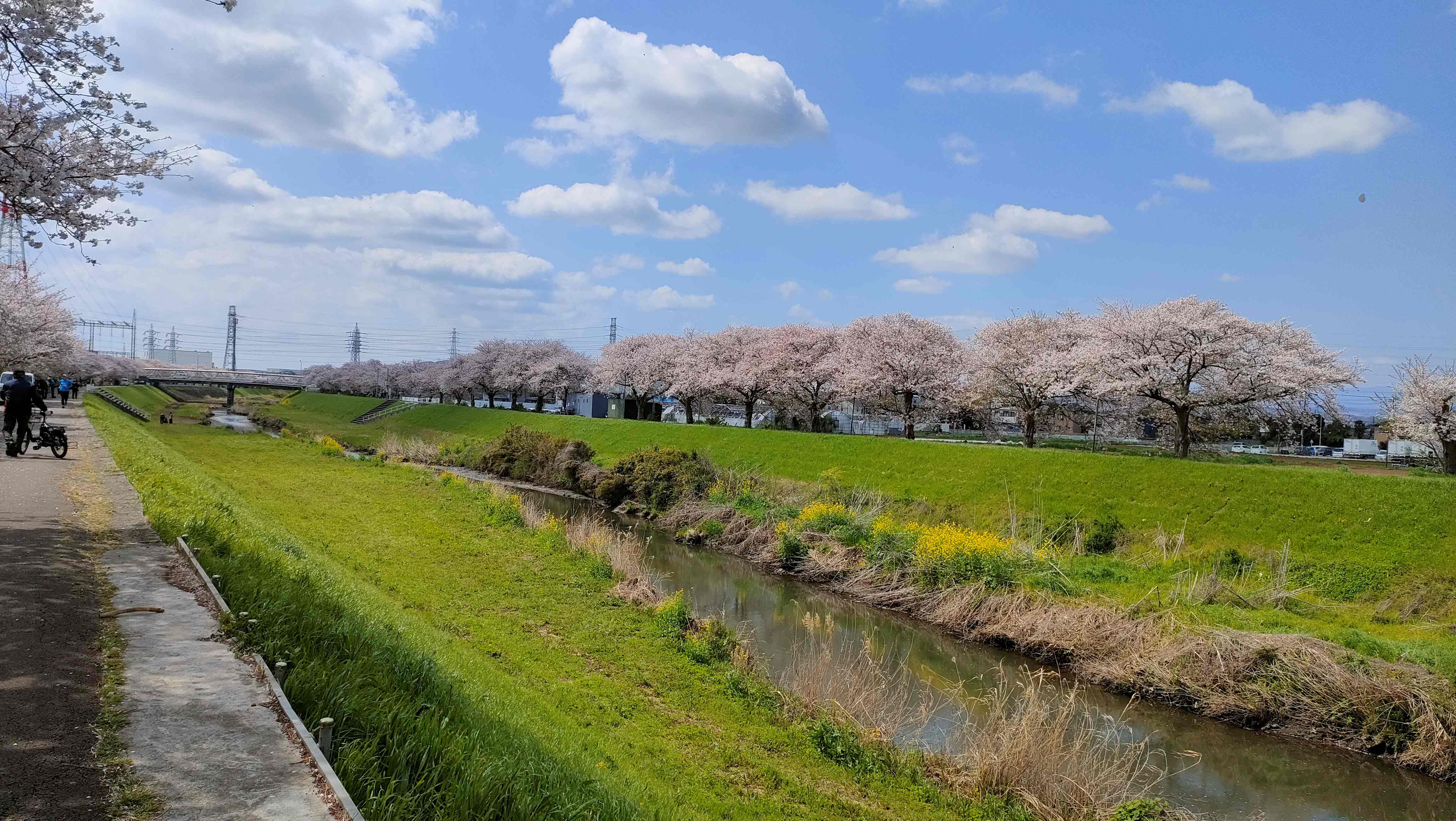
中流の桜並木